# The Sims DJ
The Sims DJ é um jogo eletrônico musical distribuído pela Electronic Arts. Foi lançado em dezembro de 2007 para plataformas móveis Java ME, e em junho de 2008 para iPods. No jogo, o jogador controla um aspirante a disc jockey (DJ) que deve criar e remixar uma canção ao apresentar-se em clubes, ganhar dinheiro e tornar-se famoso.
A obra recebeu críticas mistas por analistas especializados, ao qual criticaram a jogabilidade limitada e sonoridade da versão Java ME. Enquanto, elogiaram a versão para iPod por seus gráficos de alta qualidade e capacidade de escolher canções do próprio dispositivo.

## Jogabilidade
No início de The Sims DJ, o jogador escolhe a aparência do personagem, seu gênero e aparência. Ao qual, é apresentado como aspirante a disc jockey (DJ) e deve-se apresentar em boates, criar remixes e, aos poucos, tornar-se famoso. O dever do jogador é remixar as canções do catálogo com o que o público quer escutar, do qual garante o clube lotado e maior popularidade. A melodia criada também pode ser salva na memória do dispositivo.

## Desenvolvimento e lançamento
The Sims DJ foi anunciado no dia 26 de outubro de 2007 e lançado em 1 de dezembro do mesmo ano, após Sims 2 Mobile, Pets Mobile e Sims Bowling. A EA Mobile informou que os jogos musicais e simuladores de vida eram o seu público principal. Seguidamente, o produtor executivo da EA, James Holloway afirmou que a empresa queria entrar no mercado de jogos do iPod. Em que, o lançamento de Sims DJ para tal plataforma ocorreu em 10 de junho de 2008, desenvolvido pela Firemonkeys Studios.

## Recepção crítica
Escrevendo para a Pocket Gamer, Keith Andrew disse que a jogabilidade de The Sims DJ aparentava ser viciante, mas a necessidade de pressionar numa tecla em certo tempo acaba por tornar-se "frustrante". A musicalidade do jogo também foi algo notado pelo resenhista, da qual afirmou que "pode ser ouvida em um elevador e não por um DJ". Ao final, apontou que não apresenta originalidade alguma, contudo consegue expandir a franquia The Sims. Pelo mesmo site, a versão para iPod foi elogiada, onde foi destacado a possibilidade de escolher canções do próprio dispositivo para remixagem.